# Santa Pelaia de Perles
Santa Pelaia de Perles és una capella romànica del municipi de Fígols i Alinyà, a la comarca de l'Alt Urgell. És un monument protegida com a bé cultural d'interès local.

## Situació
La capella es troba a la part sud-occidental del municipi, molt a prop del terme d'Odèn. S'hi accedeix des del Coll de Boix, a la carretera L-401 (de Pont d'Espia a Coll de Jou).
Al punt quilomètric 16,6 (42° 9′ 8.6″ N, 1° 23′ 9.18″ E / 42.152389°N,1.3858833°E) de dita carretera, es pren la pista que, en direcció nord, hi mena amb 1,2 km.
Està emplaçada sobre un alterós esperó de roca calcària anomenat Roc de l'Ermita que s'aixeca a la part mitjana de la vall. Des d'aquesta situació encastellada es gaudeix d'una espectacular vista de la fondalada de la vall de Perles i Alinyà i les muntanyes que l'envolten.

## Descripció

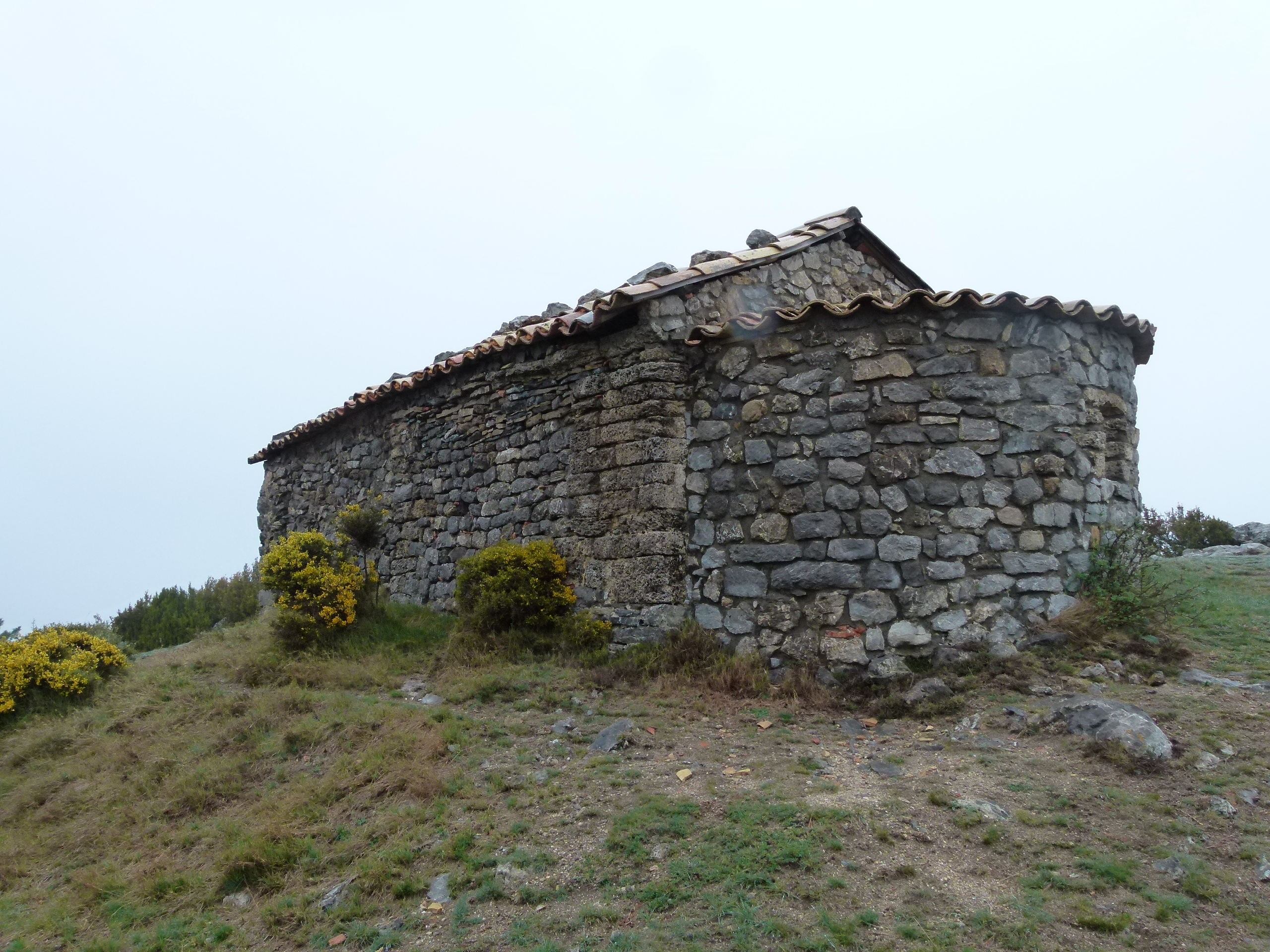
Absis

És una capella senzilla, d'una sola nau, amb l'entrada oberta a occident i capçada a l'est amb un absis semicircular. La nau és coberta amb volta lleugerament apuntada així com l'absis, de menor alçada, que presenta volta de quart d'esfera lleugerament apuntada. Al seu eix s'hi obre una petita finestra d'esqueixada simple coberta amb volta de canó, emmarcada exteriorment amb tosca.
La nau presenta dos cossos, essent l'occidental (de factura més basta, amb murs arrebossats i coberta de teula sobre bigues) un afegit posterior per tal de donar cabuda a més fidels, però possiblement emprat també com a abric de pastors i caminants. Ambdós espais estan separats per un arc maldestre executat al mur de càrrega que podria correspondre a l'antic mur de tancament.
La construcció combina la pedra tosca (sobretot a les cantonades i a les perforacions) i la pedra calcària, i l'única decoració que s'observa a l'exterior es troba al mur sud, prop de l'absis, on uns blocs de tosca molt desgastada semblen haver estat tallats en cimaci, per fer de cornisa. L'arc presbiteral també s'evidencia a l'exterior, com també es fa visible un canvi subtil en l'aparell del mur immediatament anterior a aquest arc, que probablement és fruit d'un canvi de criteri constructiu.

## Notícies històriques
Malgrat no aparèixer a la documentació medieval, es considera que podria haver-se construït al voltant del segle xii.